# Red Cloud (plaats)
Red Cloud is een plaats (city) in de Amerikaanse staat Nebraska, en valt bestuurlijk gezien onder Webster County.

## Demografie
Bij de volkstelling in 2000 werd het aantal inwoners vastgesteld op 1131. In 2006 is het aantal inwoners door het United States Census Bureau geschat op 1011, een daling van 120 (-10,6%).

## Geografie
Volgens het United States Census Bureau beslaat de plaats een oppervlakte van 2,6 km², geheel bestaande uit land. Red Cloud ligt op ongeveer 523 m boven zeeniveau.

## Plaatsen in de nabije omgeving
De onderstaande figuur toont nabijgelegen plaatsen in een straal van 28 km rond Red Cloud.